# Hong Seok-ju
Hong Seok-ju (kor. 홍석주, * 7. Mai 2003 in Seoul), im deutschsprachigen Raum unter der dort üblichen Namensreihenfolge Seok-ju Hong bekannt, ist ein südkoreanischer Fußballspieler.

## Karriere
Nach seinen Anfängen in der Jugend vom Seoul E-Land FC wechselte er im Jahr 2018 nach Deutschland in die Jugendabteilung des SV Bergisch Gladbach 09. Im Sommer 2018 schloss er sich der Jugendabteilung des SV Deutz 05 an. Nach zwei Spielzeiten wechselte er innerhalb der Stadt zum FC Viktoria Köln.  
Nach sieben Spielen in der A-Junioren-Bundesliga West kam er dort auch zu seinem ersten Einsatz im Profibereich in der 3. Liga, als er am 21. August 2021, dem 4. Spieltag, bei der 2:3-Heimniederlage gegen den SV Waldhof Mannheim in der 46. Spielminute für Albert Bunjaku eingewechselt wurde.
Zur Saison 2024/25 wechselte er in die viertklassige Regionalliga West zur zweiten Mannschaft des FC Schalke 04. Nach 23 Regionalligaeinsätzen und drei Toren stand Hong Ende Februar 2025 unter Kees van Wonderen erstmals in der 2. Bundesliga im Spieltagskader, wurde allerdings nicht eingewechselt.  Zu Beginn der Saison 2025/26 wechselte er innerhalb der Liga zu Rot-Weiß Oberhausen.

## Erfolge
- Mittelrheinpokalsieger (2): 2022, 2023 (beide FC Viktoria Köln)